# Folkomröstningen om självständighet i Sydsudan

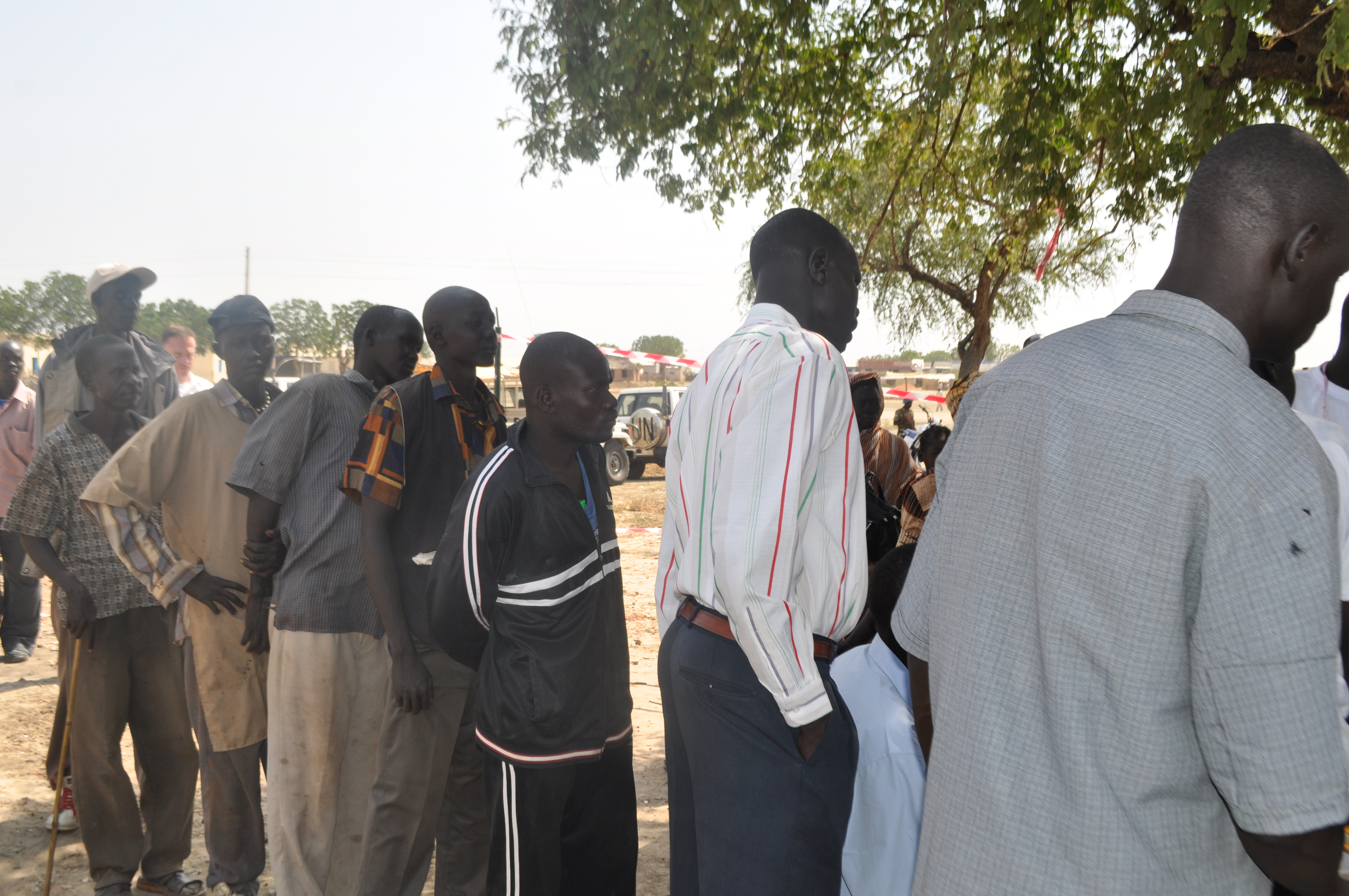
Sydsudaneser i kö för att registrera sig inför valet, november 2009.

Valsedel.

En folkomröstning om självständighet hölls i Sydsudan mellan den 9 och den 15 januari 2011. Fyra miljoner människor var registrerade som röstberättigade och många hade rest långt för att kunna utnyttja sin rösträtt. 97 procent svarade i en enkät inför folkomröstningen att de skulle rösta för självständighet.
Valet övervakades av 60 000 poliser. Dagen före folkomröstningen, den 8 januari, inträffade blodiga sammandrabbningar längs gränsen till Norra Sudan.

## Omröstningen
Registreringen startade den 15 november 2010 på Salva Kiirs begäran. Nästan fyra miljoner människor hade registrerats vid deadline den 5 december 2010. Resultatet av omröstningen blev att 98,83 procent röstade för självständighet.

### Fotnoter
1. 1 2  ”Folkomröstningen i Sudan inledd”. Dagens Nyheter. 9 januari 2011. http://www.dn.se/nyheter/varlden/folkomrostningen-i-sudan-inledd. Läst 9 januari 2011.
2. ↑  ”Unabhängigkeits-Referendum im Süd-Sudan am Sonntag” (på tyska). Euronews. Arkiverad från originalet den 12 januari 2011. https://web.archive.org/web/20110112180732/http://de.euronews.net/2011/01/06/unabhaengigkeits-referendum-im-sued-sudan-am-sonntag. Läst 9 januari 2011.
3. ↑  Registration starts for Sudan vote Al Jazeera, 15 november 2010
4. ↑  SVD - Sydsudan närmar sig självständighet